# Jakub Kettler
Jakub Kettler (niem. Jakob von Kettler, łot. Jēkabs Ketlers) (ur. 28 października 1610 w Goldyndze, zm. 1 stycznia 1682 w Mitawie) – regent Kurlandii i Semigalii w latach 1638–1642, książę Kurlandii i Semigalii w 1638 roku i w latach 1642–1682, lennik Rzeczypospolitej Obojga Narodów. Najwybitniejszy przedstawiciel dynastii Kettlerów, wnuk Gottharda Kettlera, syn zdetronizowanego w 1616 roku księcia Wilhelma Kettlera i Zofii Hohenzollern, córki księcia pruskiego Albrechta Fryderyka Hohenzollerna.

## Życiorys

### Droga do tronu
W młodości Jakub Kettler wraz z ojcem został pozbawiony praw do tronu Kurlandii i Semigalii i tułali się po Europie. Odwiedził Niemcy, Francję, Anglię i Holandię. Studiował w Rostocku i Lipsku. Wobec bezdzietności stryja Fryderyka Kettlera został wyznaczony na jego następcę i przejął faktycznie władzę w księstwie w 1638 roku. Sprzeciwił się tej polityce król polski Władysław IV Waza. Po długich staraniach udało się jednak Jakubowi Kettlerowi uzyskać prawo sukcesji i zostać spadkobiercą Kurlandii i Semigalii w 1642 roku.

### Reformy
Od chwili wstąpienia na tron formalnie jeszcze jako regent Jakub Kettler rozpoczął zakrojoną na szeroką skalę reformę gospodarczą swojego państwa. Opierając się na wzorcach holenderskich, skoncentrował się na rozwoju handlu morskiego z krajami Europy Zachodniej, szkutnictwie, budowie manufaktur, floty kurlandzkiej i portów w Windawie i Lipawie. Ambicją jego życia stało się przejęcie rynku budowy statków w Europie oraz udział w tworzeniu faktorii w Nowym Świecie.

### Kolonizacja Gambii i Tobago
W 1647 roku Jakub Kettler próbował nakłonić króla Władysława IV Wazę do założenia kompanii dla obsługi handlu z Indiami, Indiami Zachodnimi oraz z Afryką. Gdy nie uzyskał pomocy ze strony Rzeczypospolitej, zwrócił się o nią do Holandii. Gdy i ona odmówiła współpracy, znalazł protekcję w Anglii. Dzięki temu od 1651 roku Kurlandia i Semigalia rozpoczęła tworzenie swojej pierwszej kolonii u ujścia rzeki Gambia, gdzie później powstały faktorie kurlandzkie na wyspach Św. Andrzeja i Św. Marii. Drugim obszarem ekspansji stały się Karaiby. W 1654 roku założono kolonię Nowa Kurlandia na Tobago.

### Potop szwedzki
Aktywność gospodarczą Kurlandii i Semigalii zahamował gwałtownie potop szwedzki. W 1658 roku wycofujące się z Litwy wojska szwedzkie podbiły dotychczas neutralne księstwo. Do niewoli dostał się wraz z rodziną Jakub Kettler. Książę został uwięziony najpierw w Rydze później w twierdzy Iwangorod nad Narwą. Odzyskał wolność dopiero na mocy pokoju w Oliwie z 1660 roku. W tym czasie doszło do załamania gospodarki kurlandzkiej, która padła z powodu grabieży szwedzkich.
Uwolniony książę starał się do końca życia odbudować zniszczony kraj. Bezskutecznie podejmował również próby odzyskania kolonii, które podporządkowały sobie Holandia i Anglia. Czynił to w latach 1668, 1670, 1675, 1677 i 1681. Lawirując między Anglią, Francją i Holandią próbował powrócić do pozycji, jaką zajmował przed 1655 rokiem.

## Życie prywatne
Z małżeństwa z Ludwiką Szarlottą Hohenzollern Jakub Kettler doczekał się pięciorga dzieci, w tym dwóch synów, którzy byli książętami Kurlandii i Semigalii. Fryderyka Kazimierza panującego w latach 1682–1698 oraz Ferdynanda, który rządził w księstwie z przerwami od 1698 do 1737 i był ostatnim męskim przedstawicielem dynastii Kettlerów.
Jakub Kettler pochowany jest w krypcie pod pałacem w Mitawie.

## Ciekawostki
- Ojcem chrzestnym księcia Jakuba Kettlera był król Anglii, Jakub I Stuart.
- Pomimo że Jakub Kettler był luteraninem nie przeszkadzało mu to wcale w kontaktach z władcami katolickimi i papieżem. W 1651 roku ambitny książę kurlandzki wystąpił do Innocentego X i króla polskiego Jana II Kazimierza Wazy z projektem stworzenia spółki handlowej i floty okrętów dla celów podboju nowych terytoriów w Ameryce Południowej. Przedsięwzięcie to otrzymało błogosławieństwo papieża. Mimo że był luteraninem, nie przeszkodziło mu to ufundować kościoła katolickiego pw. Św. Trójcy w miejscowości swojego urodzenia – Kuldydze[1].